# John Naber
John Phillips Naber, né le 20 janvier 1956 à Evanston dans l'Illinois, est un ancien nageur américain spécialiste du dos crawlé. Il fut quadruple champion olympique en 1976 à Montréal en battant à chaque fois le record du monde. Ses records mondiaux sur 100 m et 200 m dos ont tenu sept ans avant d'être battus.

## Biographie
Diplômé de l'université du Sud de la Californie, il remporte dix titres individuels NCAA au cours de sa carrière. En 1973 à Belgrade, il remporte sa première et unique médaille aux championnats du monde puisqu'il ne participe plus à ce rendez-vous ensuite.
En 1976, il est logiquement sélectionné pour participer aux Jeux olympiques de Montréal. Il y réalise le doublé 100 m - 200 m dos en devançant à chaque fois son compatriote Peter Rocca. En demi-finale du 100 m dos, il bat le record du monde de la discipline avant de récidiver en finale. Il améliore également la meilleure marque de l'histoire sur 200 m dos. Naber dispute également le 200 m nage libre avec succès puisqu'il prend la seconde place d'une épreuve où les nageurs américains réalisent le triplé. Enfin, il monte de nouveau sur la première marche du podium mais avec les relais cette fois en triomphant avec ses compères américains sur les relais 4 × 200 m nage libre et 4 × 100 m 4 nages. Vainqueur de quatre épreuves lors de la compétition, il établit un nouveau record du monde lors de chacune de ses victoires. Plus encore, il devient le premier nageur de l'histoire à briser la barre des 2 minutes sur l'épreuve du 200 m dos et celle des 56 secondes sur 100 m dos. Nommé nageur de l'année grâce à ses performances et son parcours aux Jeux de Montréal, il se voit par ailleurs décerner la médaille James E. Sullivan, une récompense décernée par l'Amateur Athletic Union au meilleur sportif amateur des États-Unis.
En réalisant 1 min 59 s 19 le 24 juillet 1976, John Naber a réalisé un record du monde du 200 m dos inférieur à celui du 200 m papillon (1 min 59 s 23 par Michael Bruner le 18 juillet 1976). Cette performance tient 4 ans (record du monde du 200 m papillon en 1 min 58 s 21 par Craig Beardsley le 30 juillet 1980). C'est le seul cas où l'ordre de rapidité des nages (brasse - dos - papillon - crawl) a été bouleversé au niveau d'un record du monde.
Il a ensuite été intégré en 1982 au panthéon de la natation par le musée sportif de l'International Swimming Hall of Fame avant d'être nommé au panthéon olympique du sport américain en 1984.
Après avoir pris sa retraite sportive, John Naber s'est progressivement dirigé vers la télévision où il a commenté de nombreux événements sportifs sur les chaînes spécialisées comme ESPN ou NBC Sports. Il a ainsi couvert huit olympiades.

## Palmarès

### Jeux olympiques
- Jeux olympiques de 1976 à Montréal (Canada) :
  -  Médaille d'or sur le 100 m dos.
  -  Médaille d'or sur le 200 m dos.
  -  Médaille d'or avec le relais 4 × 200 m nage libre.
  -  Médaille d'or avec le relais 4 × 100 m 4 nages.
  -  Médaille d'argent sur le 200 m nage libre.

### Championnats du monde
- Championnats du monde 1973 à Belgrade (Yougoslavie) :
  -  Médaille de bronze sur le 200 m dos.

## Records
- 2 records du monde sur 100 m dos en grand bassin :
  - 56 s 19 le 18 juillet 1976 à Montréal ;
  - 55 s 49 le 19 juillet 1976 à Montréal.

- 2 records du monde sur 200 m dos en grand bassin :
  - 2 min 0 s 64 le 19 juin 1976 à Long Beach ;
  - 1 min 59 s 19 le 24 juillet 1976 à Montréal.

- 2 records du monde en relais.